# Saitonia kawaguchikonis
Saitonia kawaguchikonis là một loài nhện trong họ Linyphiidae.
Loài này thuộc chi Saitonia. Saitonia kawaguchikonis được miêu tả năm 2001 bởi Kendo Saito & Ono.